# ナイロート
ナイル人（Nilotes）またはナイロート族、ナイロティック亜人種、ナイロートは主にナイル谷、および中央アフリカ・東アフリカの一部に住む民族集団である。ナイル・サハラ語族の下位群であるナイル諸語を話す。 Luo, Kalenjin, ディンカ族, ヌエル族, シルック族, Ateker, Maa族等の民族集団が含まれる。
ナイル人は、その原郷と考えられる南スーダンの人口の多数を占める。今日でも、アフリカ大湖沼地域に住む民族ではバンツー族に次いで2番目に多く、エチオピア南西部でも重要な位置を占める。

## 遺伝子・形質
ハプログループA (Y染色体)が50.6%の高頻度で観察される。またハプログループB (Y染色体)が24.7%、ハプログループE (Y染色体)#E1b1b系統も24.7%観察される。
著しく高身長・細身で、皮膚の色は濃く、鼻幅は広いが、直顎に近い。

## 言語
ナイル・サハラ語族のナイル諸語を話す。

## 宗教
宗教はキリスト教とアフリカ伝統信仰を信仰する。